# Crateromys schadenbergi
Crateromys schadenbergi é uma espécie de roedor da família Muridae.
Apenas pode ser encontrada nas Filipinas.
Os seus habitats naturais são: florestas secas tropicais ou subtropicais .
Está ameaçada por perda de habitat.